# Hapsals slott
Hapsals slott är ett tidigare biskopsslott med katedral i Hapsal i Estland. Slottet grundades på 1200-talet som säte för Biskopsdömet Ösel-Wiek. 
Domkyrkan är den äldsta delen av komplexet och byggdes på mitten av 1200-talet. Det äldsta kända omnämnandet av den återfinns i stadens register från 1278. Domkyrkan förstärktes i samband med att slottet byggdes. Furstendömet sålde det 1560 till Danmark och det var efter livländska kriget (1558–1583) helt förstört, vilket gjorde att slottet förlorat sin funktion i furstendömet. 
Mellan 1652 och 1682 ägdes slottet av rikskanslern och mecenaten Magnus Gabriel De la Gardie som hyste stora byggplaner för både den gamla borgen och staden. En serie av 14 ritningar i Nationalmuseum i Stockholm som utförts efter den sydtyske arkitekten Mathëus Holls ritningar visar att greven avsåg att förvandla Hapsal till ett modernt slott av närmast furstlig karaktär. Slottsanläggningen skulle byggas om till ett symmetriskt komplex med längsgående takaltaner och ett brett framskjutande centralparti med en palladiansk kolossalpilasterordning samt en bred försorg med tre stora portvalv framför. Emellertid var projektet alltför ambitiöst och kom inte till utförande. Slottskyrkan iståndsattes dock liksom flera gemak och nere i staden byggdes ett nytt rådhus i sten. Arkitekt var nu Johan Tobias Albinus som också han var tysk. 
1688 drabbades slottet av brand och endast katedralen återuppbyggdes och används nu som en luthersk kyrka. Resterna av slottet lämnades som en ruin.